# CITY COASTER
『CITY COASTER』（シティ・コースター）は、T-SQUARE44枚目のアルバム。
2018年4月25日にリリース。

## 解説
スクェア44枚目のオリジナルアルバム。
本作はT-SQUAREデビュー40周年記念アルバム。レコーディングには現メンバー4人とサポート・ベーシストの田中晋吾に加え、ゲスト・ミュージシャンとしてパーカッショニストのレニー・カストロ、トランペット奏者の山崎千裕、トロンボーン奏者の湯浅佳代子の3人が参加。
カストロは、米国ロサンゼルスを拠点とするパーカッショニストでTOTOのサポート等で知られる。トランペット奏者・山崎は、2014年に河野啓三のプロデュースによりメジャーデビューアルバム『GOOD ONE』を発表。トロンボーン奏者・湯浅は本作の数多の曲で伊東たけしとのデュエットの形でメロディーを担当、本作のリリースツアーにも帯同。
本作で、フロントマンの伊東はアルトサックスとフルートのみ演奏、ウインドシンセサイザーを使用していない。T-SQUAREオリジナルアルバムでウインドシンセサイザーが使用されないことは非常に珍しく、『Lucky Summer Lady』、『Midnight Lover』、『BRASIL』、『New Road, Old Way』に次ぐ5作目となる。
本作は6月20日にアナログ盤も発売。T-SQUAREのオリジナルアルバムのアナログ盤発売は1988年発表『YES,NO.』以来、丁度30年振りである。
DVD付の2枚組で、DVDにはメンバー4人カメラ個別アングル・スペシャル映像の「TRUTH」を収録している。
初回プレス盤のみ、三方背BOXパッケージ仕様で応募はがき封入。

## 収録曲
1. City Coaster - 坂東慧作曲
2. From Now On - 安藤正容作曲
3. In My Dreams - 坂東慧作曲
4. Better Than Yesterday - 安藤正容作曲
5. Sleepless Night - 安藤正容作曲
6. 幻想の世界 - 河野啓三作曲
7. Trade Wind - 坂東慧作曲
8. Everlasting Dream Part II - 河野啓三作曲
9. Trap It - 安藤正容作曲

## ミュージシャン
- T-SQUARE
  - 安藤正容 -   Guitars
  - 伊東たけし - Alto Sax, Flute
  - 河野啓三 - Acoustic Piano, Keyboards
  - 坂東慧 - Drums
- Special Support
  - 田中晋吾 - Bass
- Guest Musicians
  - レニー・カストロ - Percussion
  - 山崎千裕 - Trumpet
  - 湯浅佳代子 - Trombone